# Meliboeus callosicollis
Meliboeus callosicollis es una especie de escarabajo del género Meliboeus, familia Buprestidae. Fue descrita científicamente por Fåhraeus in Boheman en 1851.